# Miredo
Miredo es un cliente libre de túneles Teredo diseñado para permitir conectividad IPv6 a ordenadores que se encuentran en redes IPv4 y que no tienen acceso directo a una red IPv6.
Miredo está incluido en muchas distribuciones Linux y BSD y también está disponible para las versiones recientes de Mac OS X.
Incluye implementaciones de los tres componentes de especificación Teredo: cliente, relay y servidor.
Está liberado bajo los términos de la licencia GNU General Public License, Miredo es software libre.